# Joseph L. Mankiewicz
Joseph Leo Mankiewicz (n. 11 februarie 1909, Wilkes-Barre, Pennsylvania, SUA – d. 5 februarie 1993, Bedford⁠(d), New York, SUA) a fost un regizor, scenarist și producător american de film. A câștigat două Premii Oscar; unul pentru A Letter to Three Wives (1949), la categoria cel mai bun regizor și unul pentru Totul despre Eva (1950), la categoria cel mai bun scenariu adaptat.

## Filmografie
- 1946 Castelul dragonului (Dragonwyck) + scenariu
- 1946 Somewhere in the Night
- 1947 The Late George Apley
- 1947 Fantoma căpitanului (The Ghost and Mrs. Muir)
- 1948 Escape
- 1949 Scrisoare către trei neveste (A Letter to Three Wives)
- 1949 Casa străinilor (House of Strangers)
- 1950 Fără ieșire (No Way Out)
- 1950 Totul despre Eva (All About Eve)
- 1951 People Will Talk (People Will Talk)
- 1952 Afacerea Cicero (Five Fingers)
- 1953 Iulius Cezar (Julius Caesar)
- 1954 Contesa desculță (The Barefoot Contessa) + scenariu
- 1955 Băieți și fete (Guys and Dolls) + scenariu
- 1958 Americanul liniștit (The Quiet American) + scenariu
- 1959 Brusc, vara trecută (Suddenly, Last Summer)
- 1963 Cleopatra (Cleopatra) + scenariu
- 1964 A Carol for Another Christmas
- 1967 Borcanul cu miere (The Honey Pot) + scenariu
- 1970 Era un ticălos (There Was a Crooked Man...)
- 1972 Copoiul (Sleuth)

## Legături externe
- Joseph L. Mankiewicz la Internet Movie Database
- Joseph L. Mankiewicz la TCM Movie Database
- Joseph L. Mankiewicz la Find a Grave